# 999-9999
999-9999 (ต่อ - ติด - ตาย ) es una película de terror del 2002 de Tailandia dirigida por Peter Manus y protagonizada por Jensen Sririta y Jakrapong Julachak. La historia, sobre las consecuencias mortales de recibir una llamada telefónica al número 999-9999, es similar en la premisa de Destino Final o 976-MAL.

## Trama
Una joven apodada Rainbow es una estudiante de transferencia a una escuela internacional de Phuket de Chiang Mai. Ella se une a una pandilla que es liderada por Sun. Los nuevos amigos de Rainbow demuestran tener curiosidad acerca de una misteriosa muerte violenta que se llevó a cabo en su vieja escuela.
De acuerdo a Rainbow, la víctima, justo antes de su muerte, había recibido una llamada en su teléfono celular desde el número 999-9999, en la que se supone que los beneficiarios habían cumplido sus deseos.
Uno por uno, los nuevos amigos de Rainbow tratan de llamar al número y empiezan a morir, hasta que Rainbow es la única que queda.

## Reparto
- Julachak Jakrapong como Sun.
- Sririta Jensen como Rainbow.
- Paula Taylor como Meena.
- Thepparit Raiwin como Chi.
- Norajan Sangigern como Wawa.
- Titinun Keatanakon como Rajit.
- Ramit Romon como Priew Moo.
- Pisut Praesangeam como funcionario en la estación.
- Janeen Lyon como MTV veejay.